# Antony Polonsky

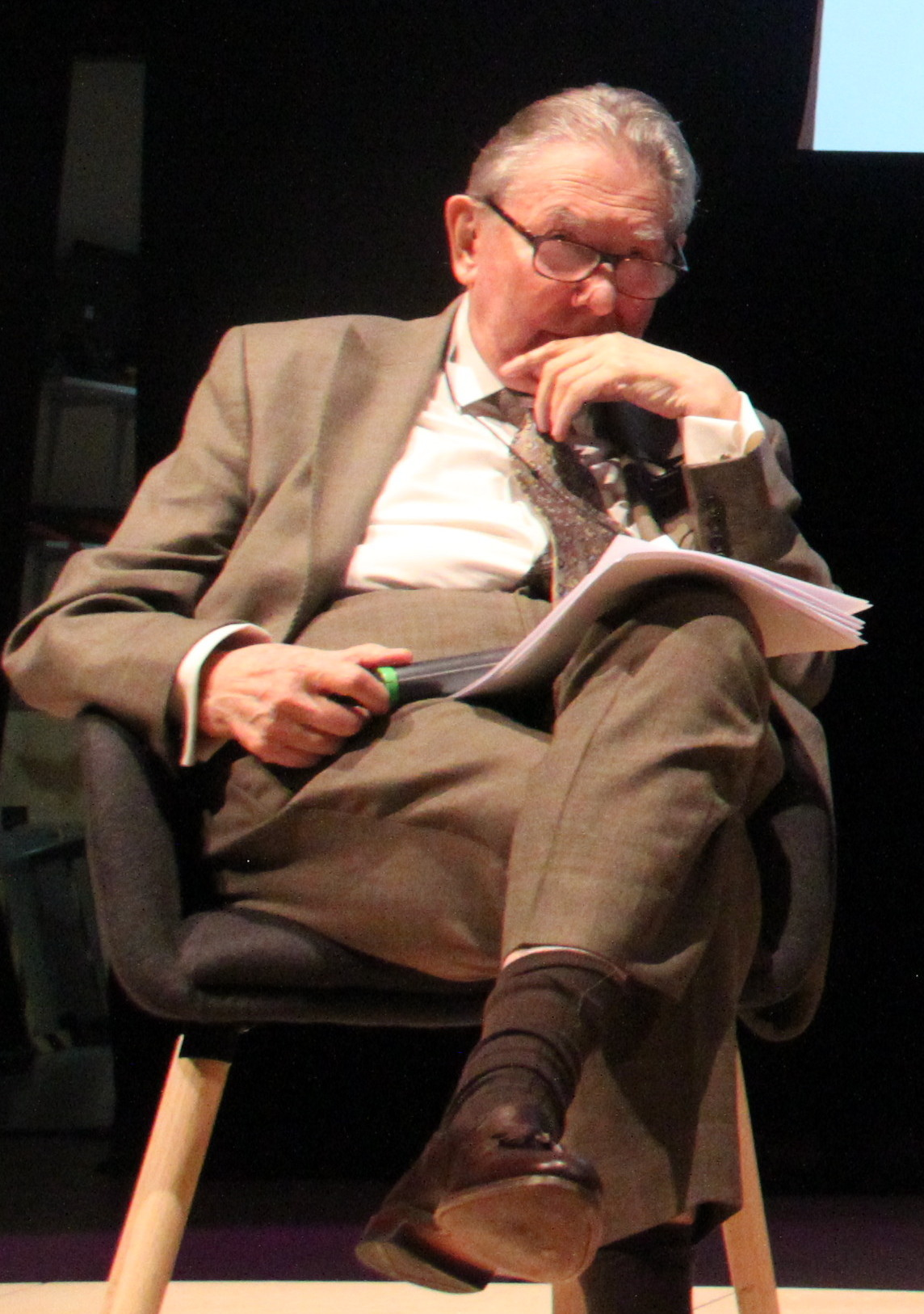
Antony Polonsky (2019)

Antony Barry Polonsky (geboren 23. September 1940 in Johannesburg) ist ein südafrikanisch-britischer Historiker, der zur Geschichte der Juden in Polen forscht.

## Leben
Antony Polonsky wuchs in einer Familie polnisch-russisch-jüdischer Einwanderer in Südafrika auf. Seine Muttersprache ist Englisch. Während seines Geschichtsstudiums an der University of the Witwatersrand sympathisierte er mit der weißen Antiapartheidsbewegung. Mit einer Rhodes Scholarship studierte er Geschichte in England am Worcester College und am St Antony’s College. Er wurde an der Oxford University mit der Dissertation über „Józef Piłsudski's relationship with parliament. The Crisis of Parliamentary Government in Poland, 1922-1931“ promoviert. Polonsky wurde zum Experten für die Geschichte der Juden in Polen und er engagierte sich in Oxford für den Aufbau des privaten „Institute for Polish-Jewish Studies“, das 1984 gegründet wurde. 1986 erschien der erste Band der vom Institut herausgegebenen wissenschaftlichen Zeitschrift Polin. Studies in Polish Jewry.
Ab 1970 hatte er eine Stelle als Lecturer am Institut für internationale Geschichte der London School of Economics und wurde dort 1989 zum Professor berufen. Da er Forschungsgelder der LSE auf sein Institut umgeleitet hatte, verließ er 1991 die LSE und ging 1992 in die USA an die Brandeis University. 1999 erhielt er dort die Albert Abramson Professur für Holocauststudien, die am United States Holocaust Memorial Museum und bei der Brandeis Universität angesiedelt ist. Gastprofessuren führten ihn nach Warschau, Wien und Kapstadt, und er forschte am Oxford Centre for Hebrew and Jewish Studies. Polonsky ist in die Kontroverse über die Bewertung des Massaker von Jedwabne verwickelt, die 2001 durch die Studie Nachbarn von Jan T. Gross ausgelöst wurde, und ist wie dieser  Ziel von Kritik polnischer Historiker. Polonsky ist Berater des Museums der Geschichte der polnischen Juden in Warschau.
Polonsky war mehrere Jahre Mitglied im Board of Deputies of British Jews und dadurch auch Mitglied im Yad Vashem Memorial Committee.
Polonsky wurde 1999 mit dem Verdienstorden der Republik Polen ausgezeichnet, er ist Ehrendoktor der Universitäten Warschau (2010) und Krakau (2014).
Er erhielt 2011 den Orden Polonia Restituta und den Orden für Verdienste um Litauen.

## Schriften (Auswahl)

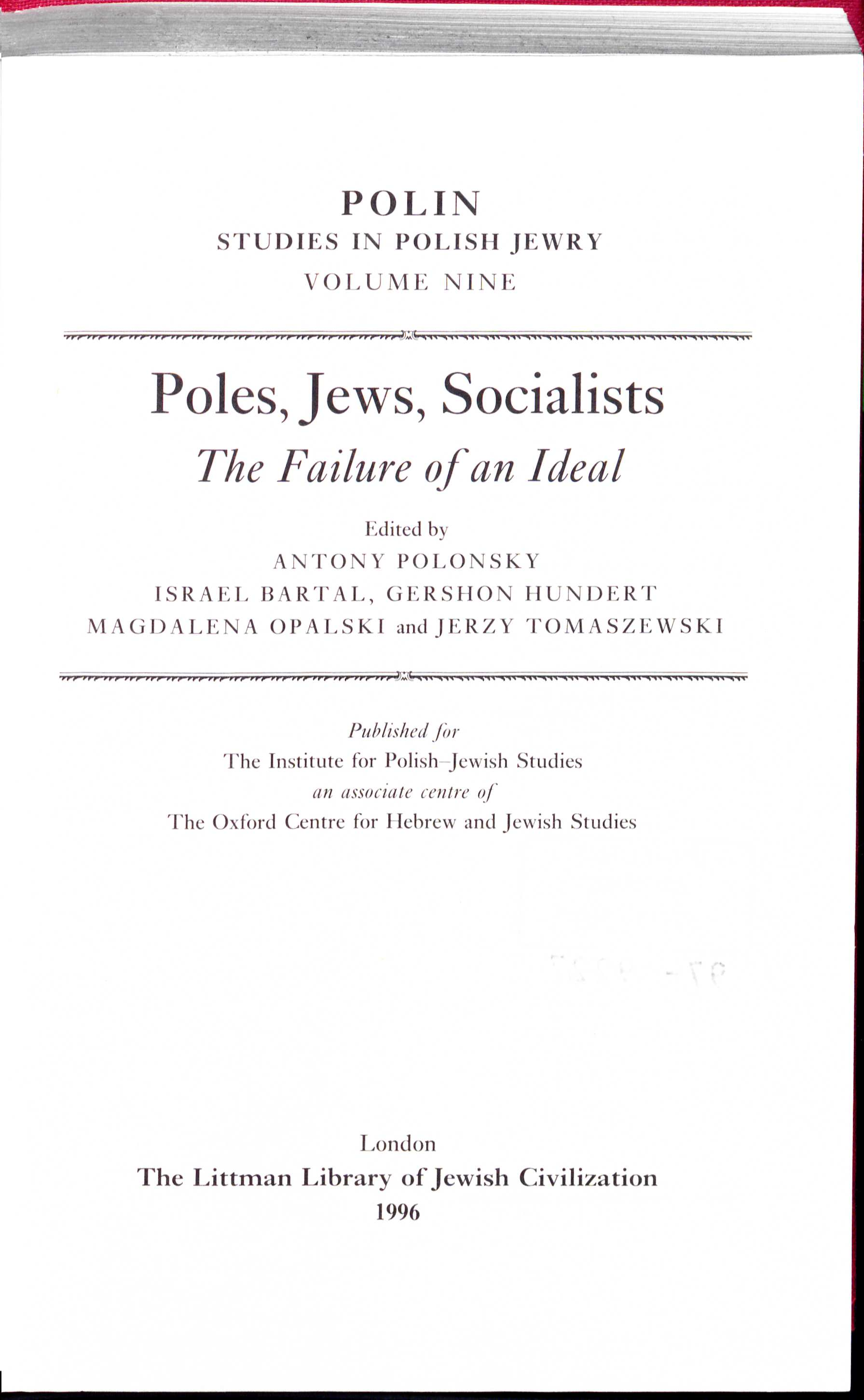
Polin Band 9, 1996

- Politics in Independent Poland 1921–1939. The Crisis of Constitutional Government. Clarendon Press, Oxford 1972, ISBN 0-19-827182-4.
- The Little Dictators. The History of Eastern Europe since 1918. Routledge and Kegan Paul, London u. a. 1975, ISBN 0-7100-8095-6.
- als Herausgeber: The Great Powers and the Polish Question, 1941–45. A Documentary Study in Cold War Origins. London School of Economics and Political Science, London 1976, ISBN 0-85328-046-0.
- mit Oskar Halecki: A History of Poland. Routledge and Kegan Paul, London u. a. 1978, ISBN 0-7100-8647-4.
- mit Bolesaw Drukier: The Beginnings of Communist Rule in Poland. December 1943 - July 1945. Routledge Kegan Paul, London u. a. 1980, ISBN 0-7100-0540-7.
- mit Roy F. Leslie, Jan M. Ciechanowski, Zbigniew A. Pelczynski: The History of Poland Since 1863. Cambridge University Press, Cambridge u. a. 1983, ISBN 0-521-22645-7.
- als Herausgeber: „My Brother’s Keeper?“ Recent Polish Debates on the Holocaust. Routledge, London 1990, ISBN 0-415-04232-1.
- als Herausgeber mit Norman Davies: Jews in Eastern Poland and the USSR, 1939–46. St. Martin’s Press, New York NY 1991, ISBN 0-312-06200-1.
- Liebe und Hass gegenüber den Toten. Das gegenwärtige Verhältnis der Polen zu den Juden. In: Peter Bettelheim, Silvia Prohinig, Robert Streibel (Hrsg.): Antisemitismus in Osteuropa. Aspekte einer historischen Kontinuität. Picus, Wien 1992, ISBN 3-85452-233-9, S. 41–64.
- als Herausgeber: From Shtetl to Socialism. Studies from Polin. Littman Library of Jewish Civilization, London u. a. 1993, ISBN 1-874774-14-5.
- als Herausgeber mit Monika Adamczyk-Garbowska: Contemporary Jewish Writing in Poland. An Anthology. University of Nebraska Press, Lincoln NE 2001, ISBN 0-8032-3721-9.
- als Herausgeber mit Joanna B. Michlic: The Neighbors Respond. The Controversy over the Jedwabne Massacre in Poland. Princeton University Press, Princeton NJ u. a. 2004, 0-691-11306-8.
- The Jews in Poland and Russia. 3 Bände. The Littman Library of Jewish Civilization, Oxford u. a. 2010–2012;
  - Band 1: 1350 to 1881. 2010, ISBN 978-1-874774-64-8;
  - Band 2: 1881 to 1914. 2010, ISBN 978-1-904113-83-6;
  - Band 3: 1914 to 2008. 2012, ISBN 978-1-904113-48-5.